# 시민로 (양평군)
시민로(Simin-ro)은 대한민국의 경기도 양평군 양평읍 중심부를 연결하는 도로이다.

## 노선 경로
- 양평사거리 - 양근로, 한빛길
- (이름 없음) - 중앙로

## 주요 건물 및 시설
- 양평시외버스터미널 - 경기도 양평군 양평읍 시민로 91